# Gelasma habra
Gelasma habra là một loài bướm đêm trong họ Geometridae.